# التوفيقية (كفر سعد)
التوفيقية هي إحدى قرى مركز كفر سعد التابع لمحافظة دمياط بجمهورية مصر العربية.